# Éric Berthou
Éric Berthou (Brest, Francia, 23 de enero de 1980) es un ciclista francés.
Como amateur logró una victoria de etapa en la carrera profesional de la Ronde du Pays Basque (carrera perteneciente al Essor Basque) como resultado más destacado en el año 2002. Al año siguiente debutó como profesional con el equipo Team Barloworld.

## Palmarés
2004
- 1 etapa de la París-Corrèze

2011
- 1 etapa del Boucles de la Mayenne

2012
- Val d'Ille U Classic 35
- 1 etapa del Tour de Bretaña

## Resultados en Grandes Vueltas
| Carrera | Carrera         | 2003 | 2004 | 2005 | 2006 | 2007 | 2008 | 2009 | 2010 | 2011 | 2012 | 2013 |
| ------- | --------------- | ---- | ---- | ---- | ---- | ---- | ---- | ---- | ---- | ---- | ---- | ---- |
|         | Giro de Italia  | —    | —    | —    | —    | 89.º | —    | —    | —    | —    | —    | —    |
|         | Tour de Francia | —    | —    | —    | —    | —    | —    | —    | —    | —    | —    | —    |
|         | Vuelta a España | —    | —    | —    | —    | —    | —    | —    | —    | —    | —    | —    |

—: no participa

Ab.: abandono

## Equipos
- Team Barloworld (2003)
- R.A.G.T. Semences (2004-2005)
  - R.A.G.T. Semences-MG Power (2004)
  - R.A.G.T. Semences (2005)
- Caisse d'Epargne (2006-2007)
  - Caisse d'Epargne-Illes Balears (2006)
  - Caisse d'Epargne (2007)
- Crédit Agricole (2008)
- Carmiooro (2009-2010)
  - Carmiooro-A Style (2009)
  - Carmiooro-NGC (2010)
- Bretagne-Schuller (2011-2012)
- Team Raleigh (2013)